# Margo Harshman
Margo Cathleen Harshman (San Diego, 4 maart 1986) is een Amerikaans actrice.
Al op tweejarige leeftijd begon ze mee te doen aan missverkiezingen en in 1997 kreeg ze haar filmdebuut met een hoofdrol in de familiefilm The Elf Who Didn't Believe.
Ze is onder meer bekend van haar rol in de Disney Channel-serie Even Stevens, waarin ze van 1999 tot en met 2003 te zien was. Hierna kreeg ze een rol in de kortlopende sitcom Run of the House. Ze was ook te zien in het zesde seizoen van The Big Bang Theory, waarin ze Sheldons assistente Alex speelde. In NCIS speelt ze Delilah, de vriendin en later echtgenote van Timothy McGee.

## Filmografie en televisie
- The Elf Who Didn't Believe (1997) - Jolie
- Murphy's Dozen (2001) - Bridgett
- Recipe for Disaster (2003) - Rebecca Korda
- The Even Stevens Movie (2003) - Tawny Dean
- Simon Says (2006) - Kate
- Hiding Victoria (2006) - Victoria Walker
- Rise: Blood Hunter (2007) - Tricia Rawlins
- Extreme Movie (2008) - Teds vriendin
- Keith (2008) - Brooke
- Legacy (2008) - Nina
- From Within (2008) - Sadie
- College Road Trip (2008) - Katie
- Sorority Row (2009) - Chugs
- Fired Up (2009) - Sylvia
- The Big Bang Theory (2012) - Sheldons assistente Alex
- NCIS (2013-2022) - Delilah Fielding

- Bibliothèque nationale de France: cb16220528h (data)
- Gemeinsame Normdatei: 1308643446
- International Standard Name Identifier: 0000 0003 8306 4378
- Library of Congress Control Number: no2010119492
- Virtual International Authority File: 267453989
- WorldCat: E39PBJtGWhCYkjcttWH3dGCCwC